# وزارت انرژی اسرائیل
وزارت انرژی اسرائیل (انگلیسی: Ministry of Energy، عبری: משרד האנרגיה‎) وزارتخانه‌ای در دولت اسرائیل است که مسئول زیرساخت‌های انرژی و آب است. این وزارتخانه از زمان تأسیس چندین بار نام خود را تغییر داده است.
این پست وزارتی در سال ۱۹۷۷ تأسیس شد و جایگزین پست وزارت توسعه شد که سه سال قبل از آن منحل شده بود.